# Rhodospatha pellucida
Rhodospatha pellucida — вид квіткових рослин із родини кліщинцевих (Araceae), роду Rhaphidophora. Це ліана, рідним ареалом якої є Колумбія, Коста-Рика, Еквадор, пд.-сх. Нікарагуа, Панама.